# Охлопков, Илья Михайлович
Илья́ Миха́йлович Охло́пков (25 июля 1884, Великий Устюг, Вологодская губерния — 1957, Мордовская АССР) — партийный и государственный деятель СССР, председатель Смоленского губисполкома (1927—1928).

## Биография
Родился 15 июля 1884 года в Великом Устюге. Окончил гимназию в Ярославле, затем Московский университет (1915). Член РСДРП(б) с 1904 года. Активный участник революционного движения, в том числе Первой русской революции, вёл пропаганду среди рабочих и студентов в Москве и Орехово-Зуеве, неоднократно арестовывался полицией и отправлялся в ссылки. В 1916 году был мобилизован на фронт, но сразу демобилизован по болезни.
Февральскую революцию Охлопков встретил в должности преподавателя латыни в гимназии в городе Мокшане. С апреля 1917 года работал Мокшанским уездным комиссаром Временного правительства. После Октябрьской революции работал председателем Мокшанского укома и уисполкома. Член ВЦИК 3-го созыва. В 1918 году инструктор наркомата просвещения РСФСР, с осени — председатель Мокшанского уездного комитета РКП(б) и заведующий уездным отделом народного образования. С июля 1919 по май 1920 года председатель Пензенским губкома РКП(б).
С мая 1920 года работал на Виндавско-Рыбинской железной дороге, затем некоторое время работал ответственным секретарём Курского и Воронежского губкомов РЕП(б).
В ноябре 1924 года был назначен секретарём Курского губкома ВКП(б), а в сентябре 1926 года — ответственным секретарём Воронежского губкома ВКП(б). В начале 1927 года он был переведён на работу в Смоленске, где 6 апреля Охлопков был избран председателем Смоленского губисполкома.
8 сентября 1928 года по состоянию здоровья освобождён от обязанностей председателя Смоленского губисполкома. В 1930 году торговый представитель РСФСР в Германии. В 1931-1934 годах ответственный инструктор ЦК ВКП(б).
Проживал и работал в Крыму, Курской области, Мордовской АССР, Ивановской области. Скончался 12 октября 1957 года.